# Центральна збагачувальна фабрика «Донецька»
Центральна збагачувальна фабрика «Донецька» — запроєктована інститутом «Дніпродіпрошахт» і запущена в експлуатацію у 1958 році з проєктною виробничою потужністю 600 тис. тонн на рік як індивідуальна фабрика при шахті для збагачення антрациту за традиційною на той час технологічною схемою: виділення сухого відсіву 0-6 мм і збагачення в мийних жолобах класу 6-100 мм.
У 1967 році схема збагачення була модернізована з заміною мийних жолобів на відсаджувальні машини та вдосконаленням системи обробки шламів і зневоднювання продуктів збагачення. Після спорудження ям привізного вугілля виробнича потужність фабрики як групової зросла до 1900 тис. тонн на рік. Пізніше фабрика перейшла на збагачення лише привізної сировини і, таким чином, перейшла до розряду центральних.
Місце знаходження: м. Торез, Донецька обл., залізнична станція Торез.